# Balal Arezou
Balal Arezou (født 29. december 1988 i Kabul, Afghanistan) er en afghansk fodboldspiller, der spiller for Asker FH.

## Klubkarriere
Arezou voksede op i Afghanistan og flygtede under den afghanske borgerkrig til Norge. Her spillede han fra en alder af 14 år for ungdomsholdende FK Senja, IK Grane og FK Arendal, før han flyttede til Fredrikstad FK. Her tog angriberen springet op til senior truppen, hvor han dog ikke fik spilletid. Han spillede primært for klubbens 2. senior.
Den 9. februar 2013 skiftede Arezou til indiske Churchill Brothers SC på en lejeaftale. Han fik sin debut for klubben den 19. marts i 3-0 sejren over Air India FC, hvor han i 76' minut erstattede Henri Antchouet. Med sine otte kampe hjalp han Churchill Brothers med at vinde I -League.
I august 2013 vendte han tilbage til sine norske ejere.

## Landshold
Arezou spillede på sit lands U23 landshold, og blev i 2011 for første gang udtaget til senior truppen. Han udviklede sig hurtigt til en vigtig brik for holdet og scorede en række vigtige mål for holdet.